# Pauline McLynn
Pauline McLynn (Sligo, 11 luglio 1962) è un'attrice e scrittrice irlandese.
Prima di tre fratelli, figlia di un uomo d'affari e di un'insegnante d'arte e disegnatrice.
Ha studiato presso Storia dell'Arte e Letteratura Inglese presso il Trinity College a Dublino.
Dai tempi della scuola si è dedicata alla recitazione continuando anche durante l'Università. Ha ottenuto il suo primo ruolo al cinema nel 1992 con il film Cuori ribelli.
È sposata dal 1997 con Richard Cook.

## Filmografia

### Cinema
- Cuori ribelli (Far and Away), regia di Ron Howard (1992)
- Le ceneri di Angela (Angela's Ashes), regia di Alan Parker (1999)
- Nora, regia di Pat Murphy (2000)
- Quills - La penna dello scandalo (Quills), regia di Philip Kaufman (2000)
- Salvi per un capello (An Everlasting Piece), regia di Barry Levinson (2000)
- Iris - Un amore vero (Iris), regia di Richard Eyre (2001)
- Il ritorno (Vozvraščenie), regia di Andrej Petrovič Zvjagincev (2003)
- Heidi, regia di Paul Marcus (2005)
- The Calling, regia di Jan Dunn (2009)
- Il segreto (The Secret Scripture), regia di Jim Sheridan (2016)
- Transformers - L'ultimo cavaliere (Transformers: The Last Knight), regia di Michael Bay (2017)
- Johnny English colpisce ancora (Johnny English Strikes Again), regia di David Kerr (2018)
- Ultima notte a Soho (Last Night in Soho), regia di Edgar Wright (2021)

### Televisione
- Father Ted – serie TV, 25 episodi (1995-1998)
- Ballykissangel – serie TV, episodi 3x7, 4x1 (1998)
- Dalziel and Pascoe – serie TV, episodi 7x05-7x06 (2002)
- High Hopes – serie TV, episodio 5x01 (2007)
- Shameless – serie TV, 24 episodi (2010-2011)
- EastEnders – serie TV, 27 episodi (2014-2015)
- Trollied – serie TV, episodio 7x09 (2018)
- Inside No. 9 – serie TV, episodio 6x04 (2021)
- Testimoni silenziosi (Silent Witness) – serie TV, episodi 24x09-24x10 (2021)
- Doctor Who – serie TV, episodio 13x07 (2022)
- Bodkin – serie TV, episodi 1x05-1x07 (2024)

## Doppiatrici italiane
Nelle versioni in italiano dei suoi film, Pauline McLynn è stata doppiata da:
- Chiara Salerno in Quills - La penna dello scandalo, Le ceneri di Angela, Johnny English colpisce ancora
- Cristina Noci in Heidi
- Marina Tagliaferri in Ultima notte a Soho